# Đức Giêsu chữa lành người mù từ thuở mới sinh

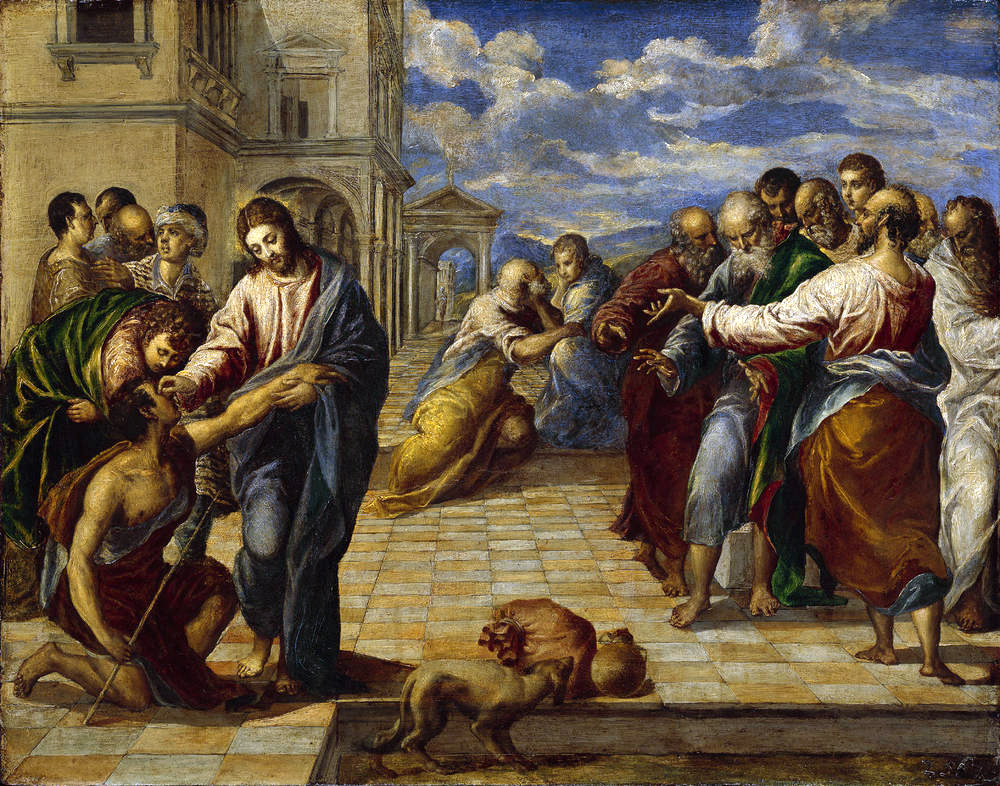
Đức Giêsu chữa lành người mù từ thuở mới sinh, tranh của họa sỹ El Greco năm 1567

Đức Giêsu chữa lành người mù từ thuở mới sinh là một phép lạ của Đức Giêsu chỉ được mô tả trong Phúc âm Gioan, cụ thể tại Chương 9. Đoạn văn Chương 9 thuộc phần kể lại hoạt động của Đức Giêsu tại Giêrusalem.

## Mô tả phép lạ trong Phúc âm Gioan
Chương 9 mô tả câu chuyện Đức Giêsu gặp một người sinh ra đã mù, xức nước miếng vào mắt anh ta và cho anh ánh sáng. Việc chữa lành người mù không phải là không có tiền thân trong Phúc âm Nhất lãm (Mc 8, 22-26; Mc 10, 46-52; Mt 9, 27-31; Mt 12, 22-23; Mt 8, 22-26; Mt 21, 14) nhưng xét về nội dung của các câu chuyện về người mù trong Nhất Lãm và trong Gioan có rất ít điểm giống nhau. Các yếu tố đặc sắc và quan trọng trong Gioan không hề có trong Nhất Lãm: mù từ lúc bẩm sinh, dùng bùn bôi lên mắt, đi rửa ở hồ Si-lô-ác, điều tra về việc chữa lành, tra khảo cha mẹ anh mù. Một cách chung, có thể khẳng định rằng câu chuyện này là nguyên thủy, được gìn giữ trong cộng đoàn Gioan.
Mở đầu phép lạ, các môn đệ hỏi Đức Giêsu về người mù từ thuở mới sinh: “Thưa Thầy, ai đã phạm tội khiến người này sinh ra đã bị mù, anh ta hay cha mẹ anh ta?” Xác quyết rằng bệnh tật, chuyện không may là hình phạt Chúa gửi xuống vì lỗi của con người là quan điểm đã có từ thời Cựu Ước, như trong chuyện ông Gióp (G 1, 21; G 2, 10) và quan điểm này vẫn còn ở thời Chúa Giêsu như trong Lc 13, 2. Đau khổ của trẻ con cũng được xem là xuất phát từ tội lỗi của người lớn như được nói trong Sách Xuất Hành: “vì Ta, Đức Chúa, Thiên Chúa của ngươi, là một vị thần ghen tương. Đối với những kẻ ghét Ta, Ta phạt con cháu đến ba bốn đời vì tội lỗi của cha ông.” (Xh 20, 5) hay Sách Dân Số “Đức Chúa chậm giận và giàu ân nghĩa, chịu đựng lỗi lầm và tội ác, nhưng không dung tha điều gì; phạt con cháu đến ba bốn đời vì lỗi lầm của cha ông” (Ds 14, 18) và một số các Rabbi Do Thái còn cho rằng con trẻ cũng có thể đã có tội từ trong bào thai. Thế nhưng ở đây Đức Giêsu khẳng định, không phải tội của cha mẹ, cũng không phải tội của anh ta nhưng là vì để cho Thiên Chúa được tôn vinh đồng thời dấu lạ này cũng minh chứng lời khẳng định Người là ánh sáng thế gian. Đoạn Ga 9, 4-5 bàn đến chủ đề ánh sáng giữa nơi tối tăm và lời khẳng định của Chúa Giêsu cũng là một đề tài của Lễ Lều Tạm như đã đề cập ở Ga 8, 12.
Sau khi đặt khung cảnh để độc giả có thể hiểu ý nghĩa thần học của phép lạ, tác giả miêu tả việc Chúa chữa lành ngắn gọn ở hai câu 6-7. Chúa Giêsu lặp lại hành vi tạo dựng của Đấng tạo hóa “Thiên Chúa lấy bụi từ đất nặn ra con người” (St 2, 7) khi Người lấy nước miếng trộn với bùn đất và xức vào mắt người mù Rồi Chúa Giêsu nói anh mù đến hồ Si-lô-ác mà rửa. Hồ Si-lô-ác ở câu 7 đóng một vai trò quan trọng liên quan đến các nghi lễ về nước được nói đến ở Ga 7, 37-38. Người mù thực hiện điều này mà không hề tỏ ra nghi vấn nào, một điều tương tự với các phép lạ khác trong Phúc âm Gioan (Ga 2, 1-12; 4, 46-54; 5, 2-9a) khi việc chấp nhận lời Chúa Giêsu đã đưa đến phép lạ.
Phép lạ của Đức Giêsu không được dân chúng tôn vinh mà đưa đến sự chia rẽ (skhisma) khi họ tranh luận về danh tính của người mù nay đã được chữa lành. Người mù khẳng định chính bản thân mình theo cùng cách thức mà Đức Giêsu dùng để nói về mình ở Ga 4, 26; 6, 20; 8, 58 "Ego eimi" (Ga 9, 9b). Thay vì vui mừng với người khỏi bệnh, dân chúng bối rối nhận ra ngày Chúa Giêsu chữa lành cho người mù là ngày Sabát nên dẫn anh đến gặp những người Pharisêu để xin ý kiến.
(1) Đi ngang qua, Đức Giê-su nhìn thấy một người mù từ thuở mới sinh.(2) Các môn đệ hỏi Người: “Thưa Thầy, ai đã phạm tội khiến người này sinh ra đã bị mù, anh ta hay cha mẹ anh ta?”(3) Đức Giê-su trả lời: “Không phải anh ta, cũng chẳng phải cha mẹ anh ta đã phạm tội. Nhưng sở dĩ như thế là để thiên hạ nhìn thấy công trình của Thiên Chúa được tỏ hiện nơi anh.(4) Chúng ta phải thực hiện công trình của Đấng đã sai Thầy, khi trời còn sáng; đêm đến, không ai có thể làm việc được.(5) Bao lâu Thầy còn ở thế gian, Thầy là ánh sáng thế gian.”
(6) Nói xong, Đức Giê-su nhổ nước miếng xuống đất, trộn thành bùn và xức vào mắt người mù,(7) rồi bảo anh ta: “Anh hãy đến hồ Si-lô-ác mà rửa” (Si-lô-ác có nghĩa là: người được sai phái). Vậy anh ta đến rửa ở hồ, và khi về thì nhìn thấy được.
(8) Các người láng giềng và những kẻ trước kia thường thấy anh ta ăn xin mới nói: “Hắn không phải là người vẫn ngồi ăn xin đó sao?”(9) Có người nói: “Chính hắn đó!” Kẻ khác lại rằng: “Không phải đâu! Nhưng là một đứa nào giống hắn đó thôi!” Còn anh ta thì quả quyết: “Chính tôi đây!”(10) Người ta liền hỏi anh: “Vậy, làm sao mắt anh lại mở ra được như thế?”(11) Anh ta trả lời: “Người tên là Giê-su đã trộn một chút bùn, xức vào mắt tôi, rồi bảo: “Anh hãy đến hồ Si-lô-ác mà rửa. Tôi đã đi, đã rửa và tôi nhìn thấy.”(12) Họ lại hỏi anh: “Ông ấy ở đâu?” Anh ta đáp: “Tôi không biết.”
(13) Họ dẫn kẻ trước đây bị mù đến với những người Pha-ri-sêu.(14) Nhưng ngày Đức Giê-su trộn chút bùn và làm cho mắt anh ta mở ra lại là ngày sa-bát.(15) Vậy, các người Pha-ri-sêu hỏi thêm một lần nữa làm sao anh nhìn thấy được. Anh trả lời: “Ông ấy lấy bùn thoa vào mắt tôi, tôi rửa và tôi nhìn thấy.”(16) Trong nhóm Pha-ri-sêu, người thì nói: “Ông ta không thể là người của Thiên Chúa được, vì không giữ ngày sa-bát”; kẻ thì bảo: “Một người tội lỗi sao có thể làm được những dấu lạ như vậy?” Thế là họ đâm ra chia rẽ.(17) Họ lại hỏi người mù: “Còn anh, anh nghĩ gì về người đã mở mắt cho anh?” Anh đáp: “Người là một vị ngôn sứ!”
(18) Người Do-thái không tin là trước đây anh bị mù mà nay nhìn thấy được, nên đã gọi cha mẹ anh ta đến.(19) Họ hỏi: “Anh này có phải là con ông bà không? Ông bà nói là anh bị mù từ khi mới sinh, vậy sao bây giờ anh lại nhìn thấy được?”(20) Cha mẹ anh đáp: “Chúng tôi biết nó là con chúng tôi, nó bị mù từ khi mới sinh.(21) Còn bây giờ làm sao nó thấy được, chúng tôi không biết, hoặc có ai đã mở mắt cho nó, chúng tôi cũng chẳng hay. Xin các ông cứ hỏi nó; nó đã khôn lớn rồi, nó có thể tự khai được.”(22) Cha mẹ anh nói thế vì sợ người Do-thái. Thật vậy, người Do-thái đã đồng lòng trục xuất khỏi hội đường kẻ nào dám tuyên xưng Đức Giê-su là Đấng Ki-tô.(23) Vì thế, cha mẹ anh mới nói: “Nó đã khôn lớn rồi, xin các ông cứ hỏi nó.”
(24) Một lần nữa, họ gọi người trước đây bị mù đến và bảo: “Anh hãy tôn vinh Thiên Chúa. Chúng ta đây, chúng ta biết ông ấy là người tội lỗi.”(25) Anh ta đáp: “Ông ấy có phải là người tội lỗi hay không, tôi không biết. Tôi chỉ biết một điều: trước đây tôi bị mù mà nay tôi nhìn thấy được!”(26) Họ mới nói với anh: “Ông ấy đã làm gì cho anh? Ông ấy đã mở mắt cho anh thế nào?”(27) Anh trả lời: “Tôi đã nói với các ông rồi mà các ông vẫn không chịu nghe. Tại sao các ông còn muốn nghe lại chuyện đó nữa? Hay các ông cũng muốn làm môn đệ ông ấy chăng?”(28) Họ liền mắng nhiếc anh: “Có mày mới là môn đệ của ông ấy; còn chúng ta, chúng ta là môn đệ của ông Mô-sê.(29) Chúng ta biết rằng Thiên Chúa đã nói với ông Mô-sê; nhưng chúng ta không biết ông Giê-su ấy bởi đâu mà đến.”(30) Anh đáp: “Kể cũng lạ thật! Các ông không biết ông ấy bởi đâu mà đến, thế mà ông ấy lại là người đã mở mắt tôi!(31) Chúng ta biết: Thiên Chúa không nhậm lời những kẻ tội lỗi; còn ai kính sợ Thiên Chúa và làm theo ý của Người, thì Người nhậm lời kẻ ấy.(32) Xưa nay chưa hề nghe nói có ai đã mở mắt cho người mù từ lúc mới sinh.(33) Nếu không phải là người bởi Thiên Chúa mà đến, thì ông ta đã chẳng làm được gì.”(34) Họ đối lại: “Mày sinh ra tội lỗi ngập đầu, thế mà mày lại muốn làm thầy chúng ta ư?” Rồi họ trục xuất anh.
(35) Đức Giê-su nghe nói họ đã trục xuất anh. Khi gặp lại anh, Người hỏi: “Anh có tin vào Con Người không?”(36) Anh đáp: “Thưa Ngài, Đấng ấy là ai để tôi tin?”(37) Đức Giê-su trả lời: “Anh đã thấy Người. Chính Người đang nói với anh đây.”38 Anh nói: “Thưa Ngài, tôi tin.” Rồi anh sấp mình xuống trước mặt Người.
(39) Đức Giê-su nói: “Tôi đến thế gian này chính là để xét xử: cho người không xem thấy được thấy, và kẻ xem thấy lại nên đui mù!”
(40) Những người Pha-ri-sêu đang ở đó với Đức Giê-su nghe vậy, liền lên tiếng: “Thế ra cả chúng tôi cũng đui mù hay sao?”(41) Đức Giê-su bảo họ: “Nếu các ông đui mù, thì các ông đã chẳng có tội. Nhưng giờ đây các ông nói rằng: “Chúng tôi thấy”, nên tội các ông vẫn còn!”
(Bản dịch của Nhóm Phiên Dịch Các Giờ Kinh Phụng Vụ)

## Cấu trúc văn chương của câu chuyện
Chuyện Đức Giêsu chữa lành người mù từ thuở mới sinh được thừa nhận rộng rãi thể hiện nghệ thuật kể chuyện xuất sắc của Gioan. Câu chuyện này nằm trong đoạn văn Ga 9, 1 - 10, 21 kể lại hoạt động của Đức Giêsu ở ngoài Đền thờ sau khi Người đi ra khỏi Đền thờ ở Ga 8, 59b và vào lại Đền thờ ở dịp lễ cung hiến ở Ga 10, 22-23. Đoạn văn Ga 9, 1 - 10, 21 khởi đầu và kết thúc với nhân vật người mù từ thuở mới sinh và tính từ “tuphlos” (mù, người mù) xuất hiện ở 9, 1: “Đi ngang qua, Đức Giê-su nhìn thấy một người mù từ thuở mới sinh” và 10, 21 ““Người bị quỷ ám đâu có nói được như vậy! Quỷ có thể mở mắt cho người mù được sao?”

## Ý nghĩa phép lạ
Trọng tâm của câu chuyện đặt ở cuộc đối thoại của của người mù được sáng mắt với những câu trình bày rất sâu sắc về con người của Chúa Giêsu và một tiến trình Kitô học rất rõ nét. Đối với hàng xóm láng giềng, điều duy nhất anh biết là: một người tên là Giêsu (câu 11), đã mở mắt cho anh. Với áp lực của các người Biệt phái đã dẫn anh đến việc tuyên xưng Đức Giêsu là một vị tiên tri (câu 17). Trong cuộc thẩm vấn cuối cùng, anh trở thành người “bảo vệ” Chúa Giêsu: những gì Chúa Giêsu làm đến từ thiên Chúa (câu 33). Và khi đạt đến cao điểm, trước lời mời gọi của chính Chúa Giêsu, anh đã thấy Chúa Giêsu là Con Người (câu 37). Phong cách và hành trình niềm tin của anh mù từ thuở mới sinh là lời mời gọi vượt qua nỗi sợ để làm chứng về Đức Giêsu.
Yếu tố khác cho thấy, tác giả cố ý dùng các biểu tượng Bí tích trong trình thuật của ông, khi ông nhấn mạnh sự kiện là anh mù này là anh mù từ lúc mới sinh (Ga 9, 1; 13-18; 19; 20; 24) và từ ngữ này đạt đến đỉnh cao ở câu 32: “Xưa nay chưa hề nghe nói có ai đã mở mắt cho người mù từ lúc mới sinh”. Từ đó có thể thấy tác giả có ý chơi chữ để nhắc lại hai ý tưởng con người đã sinh ra trong tội ở câu 2 và 34.  Và vì thế, bây giờ phải được rửa bằng nước của dòng suối hay của hồ nước chảy ra từ Chúa Giêsu. Chính Tertullianus đã chú giải theo hướng này trong biên khảo của ông về phép rửa: “Sách này sẽ bàn về các Bí Tích của chúng ta, về nước sẽ tẩy sạch tội lỗi do sự mù lòa từ nguyên thủy của chúng ta, để chúng ta được tự do mà vào sự sống đời đời” còn Thánh Augustinô chú giải: “Người mù này là biểu tượng của nhân loại… nếu sự mù loà là sự bất trung, thì sự sáng là đức tin… những ai rửa mắt mình trong hồ đó, thì được gọi là “Kẻ được Sai đi. Người đó đã được rửa tội trong Chúa Kitô.”